# Wassil Horbatschjou
Wassil Fjodarawitsch Horbatschjou (belarussisch Васіль Фёдаравіч Горбачёу, russisch Василий Фёдорович Горбачёв Wassili Fjodorowitsch Gorbatschow; * 9. Februar 1965 in Wizebsk) ist ein ehemaliger sowjetisch-belarussischer Skilangläufer.

## Werdegang
Horbatschjou gewann bei der Winter-Universiade 1989 in Sofia die Goldmedaille mit der Staffel. Im Januar 1993 holte er in Kawgolowo mit dem 29. Platz über 30 km klassisch seine ersten Weltcuppunkte. Bei den Weltmeisterschaften im März 1993 in Falun belegte er den 40. Platz über 50 km Freistil, der 33. Rang in der Verfolgung und erreichte jeweils mit dem 24. Platz über 10 km klassisch und 30 km klassisch seine beste Einzelplatzierung im Weltcup. Zudem wurde er dort zusammen mit Wiktar Kamozki, Ihar Obuchou und Wjatscheslaw Plaksunow Siebter in der Staffel. Bei den Olympischen Winterspielen im folgenden Jahr in Lillehammer kam er auf den 57. Platz über 30 km Freistil und auf den 43. Rang über 50 km klassisch.

## Referenz
1. ↑  Sports Reference: Vasily Gorbachov (Memento vom 19. März 2011 im Internet Archive)

| Personendaten    | Personendaten |
| ---------------- | --- |
| NAME             | Horbatschjou, Wassil |
| ALTERNATIVNAMEN  | Васіль Фёдаравіч Горбачёu; Horbatschjou, Wassil Fjodarawitsch; Василий Фёдорович Горбачёв; Gorbatschow, Wassili Fjodorowitsch |
| KURZBESCHREIBUNG | belarussischer Skilangläufer                                                                                                  |
| GEBURTSDATUM     | 9. Februar 1965 |
| GEBURTSORT       | Wizebsk |